# Depot Bellinzona
Depot Bellinzona is een station en depot in de Zwitserse gemeente Bellinzona, in 1879 gebouwd in opdracht van de private spoorwegmaatschappij Gotthardbahn (afgekort GB).
In de werkplaats van het depot vond vroeger het onderhoud aan de stoomlocomotieven en aan de elektrische locomotieven plaats. 
Voor het rangeren en korte treinen wordt gebruikgemaakt van een diesellocomotief.
In Bellinzona is een hulptrein een gestationeerd. Deze trein, bediend door een diesellocomotief, heeft onder meer lichte bergingsmiddelen, hersporingsmiddelen  en brandbestrijdingsmiddelen aan boord. 

## Huidige activiteiten
In het depot Bellinzona wordt op dit moment (2007) onderhoud gepleegd aan het volgende materieel:
Elektrische treinstellen:
- RABe 524 "Flirt" SBB bestemd voor de TILO diensten in Tessino.
- RBDe 560 "Neue Pendel Zug" (NPZ) SBB

Elektrische locomotieven:
- Re 420, voormalige Re 4/4 II SBB / SBB-Cargo
- Re 430, voormalige Re 4/4 III SBB-Cargo
- Re 460 SBB
- Re 474 SBB-Cargo
- Re 482 SBB-Cargo
- Re 484 SBB-Cargo, ook gehuurd door Cisalpino AG
- Re 620, voormalige Re 6/6 SBB-Cargo